# Ust-Kandiga
Ust-Kandiga (en rus: Усть-Кандыга) és un poble del krai de Krasnoiarsk, a Rússia, que el 2017 tenia 450 habitants. Pertany al districte de Zaoziorni.